# Административно-территориальное деление Республики Крым
Республика Крым состоит из 25 административно-территориальных единиц и соответствующих муниципальных образований:
- 14 районов[1][2], в границах которых созданы 14 муниципальных районов[3] (с преимущественно сельским населением),
- 11 городов республиканского значения с подчинёнными им территориями[1][2][4], в границах которых созданы муниципальные образования в качестве 11 городских округов[3] (с преимущественно городским населением).

Карта муниципального устройства Крыма

| единицы административно- территориального деления и населённые пункты | количество единиц АТД и нп | единицы муниципального самоуправления | количество единиц муниципального самоуправления |
| --------------------------------------------------------------------- | -------------------------- | ------------------------------------- | ----------------------------------------------- |
| административные районы                                               | 14                         | муниципальные районы                  | 14                                              |
| города республиканского значения с подчинёнными им территориями       | 11                         | городские округа                      | 11                                              |
| в том числе: городские районы                                         | 3                          | городские округа                      | 11                                              |
| город в подчинении города республиканского значения                   | 1                          | городские округа                      | 11                                              |
| города районного подчинения                                           | 4                          | городские поселения                   | 4                                               |
| посёлки городского типа                                               | 56                         | сельские поселения                    | 250                                             |
| сельские населённые пункты                                            | 947                        | сельские поселения                    | 250                                             |

Районы

## Районы и города республиканского значения (городские округа) Республики Крым
| №         | Название                                            | Название на других языках                                                                                    | Флаг | Герб | Площадь, км² | Население, чел. (2021) | Административный центр |
| --------- | --------------------------------------------------- | --- | ---- | ---- | ------------ | ---------------------- | ---------------------- |
| 1e-06     | Города республиканского значения (городские округа) | |      |      |              |                        |                        |
| 1         | Симферополь                                         | укр. міський округ Сімферополь, крымскотат. Aqmescit şeer bölgesi, Акъмесджит шеэр больгеси                  |      |      | 107,41       | ↘353 813               | город Симферополь      |
| 2         | Алушта                                              | укр. міський округ Алушта, крымскотат. Aluşta şeer bölgesi, Алушта шеэр больгеси                             |      |      | 599,90       | ↗56 112                | город Алушта           |
| 3         | Армянск                                             | укр. міський округ Армянськ, крымскотат. Ermeni Bazar şeer bölgesi, Эрмени Базар шеэр больгеси               |      |      | 162,42       | ↘22 909                | город Армянск          |
| 4         | Джанкой                                             | укр. міський округ Джанкой, крымскотат. Canköy şeer bölgesi, Джанкой шеэр больгеси                           |      |      | 25,92        | ↘37 014                | город Джанкой          |
| 5         | Евпатория                                           | укр. міський округ Євпаторія, крымскотат. Кезлев шеэр больгеси, Kezlev şeer bölgesi                          |      |      | 65,47        | ↘119 031               | город Евпатория        |
| 6         | Керчь                                               | укр. міський округ Керч, крымскотат. Keriç şeer bölgesi, Керич шеэр больгеси                                 |      |      | 107,63       | ↗154 621               | город Керчь            |
| 7         | Красноперекопск                                     | укр. міський округ Краснопереко́пськ, крымскотат. Krasnoperekopsk şeer bölgesi, Красноперекопск шеэр больгеси |      |      | 22,42        | ↗25 569                | город Красноперекопск  |
| 8         | Саки                                                | укр. Саки крымскотат. Saq, Сакъ                                                                              |      |      | 28,74        | ↘24 285                | город Саки             |
| 9         | Судак                                               | укр. міський округ Судак, крымскотат. Sudaq şeer bölgesi, Судакъ шеэр больгеси                               |      |      | 539,45       | ↗34 584                | город Судак            |
| 10        | Феодосия                                            | укр. міський округ Феодосія, крымскотат. Kefe şeer bölgesi, Кефе шеэр больгеси                               |      |      | 350,42       | ↗100 516               | город Феодосия         |
| 11        | Ялта                                                | укр. міський округ Ялта, крымскотат. Yalta şeer bölgesi, Ялта шеэр больгеси                                  |      |      | 282,90       | ↘137 947               | город Ялта             |
| 11.000002 | Районы (муниципальные районы)                       | |      |      |              |                        |                        |
| 12        | Бахчисарайский район                                | укр. Бахчисарайський район, крымскотат. Bağçasaray rayonı, Багъчасарай районы                                |      |      | 1 588,58     | ↗94 462                | город Бахчисарай       |
| 13        | Белогорский район                                   | укр. Білогірський район, крымскотат. Qarasuvbazar rayonı, Къарасувбазар районы                               |      |      | 1 893,56     | ↗64 484                | город Белогорск        |
| 14        | Джанкойский район                                   | укр. Джанкойський район, крымскотат. Canköy rayonı, Джанкой районы                                           |      |      | 2 666,96     | ↗67 618                | город Джанкой          |
| 15        | Кировский район                                     | укр. Кіровський район, крымскотат. İslâm Terek rayonı, Ислям Терек районы                                    |      |      | 1 208,20     | ↗51 636                | пгт Кировское          |
| 16        | Красногвардейский район                             | укр. Красногвардійський район, крымскотат. Qurman rayonı, Къурман районы                                     |      |      | 1 765,80     | ↘83 134                | пгт Красногвардейское  |
| 17        | Красноперекопский район                             | укр. Красноперекопський район, крымскотат. Krasnoperekopsk rayonı, Красноперекопск районы                    |      |      | 1 230,96     | ↗26 642                | город Красноперекопск  |
| 18        | Ленинский район                                     | укр. Ленінський район, крымскотат. Yedi Quyu rayonı, Еди Къую районы                                         |      |      | 2 918,61     | ↗60 327                | пгт Ленино             |
| 19        | Нижнегорский район                                  | укр. Нижньогірський район, крымскотат. Seyitler rayonı, Сейитлер районы                                      |      |      | 1 212,43     | ↘43 239                | пгт Нижнегорский       |
| 20        | Первомайский район                                  | укр. Первомайський район, крымскотат. Curçı rayonı, Джурчы районы                                            |      |      | 1 474,35     | ↗31 684                | пгт Первомайское       |
| 21        | Раздольненский район                                | укр. Роздольненський район, крымскотат. Aqşeyh rayonı, Акъшейх районы                                        |      |      | 1 231,38     | ↘29 191                | пгт Раздольное         |
| 22        | Сакский район                                       | укр. Сакський район, крымскотат. Saq rayonı, Сакъ районы                                                     |      |      | 2 257,47     | ↗77 325                | город Саки             |
| 23        | Симферопольский район                               | укр. Сімферопольський район, крымскотат. Aqmescit rayonı, Акъмесджит районы                                  |      |      | 1 752,53     | ↗168 161               | город Симферополь      |
| 24        | Советский район                                     | укр. Совєтський район, крымскотат. İçki rayonı, Ички районы                                                  |      |      | 1 079,44     | ↘30 924                | пгт Советский          |
| 25        | Черноморский район                                  | укр. Чорноморський район, крымскотат. Aqmeçit rayonı, Акъмечит районы                                        |      |      | 1 508,63     | ↘30 339                | пгт Черноморское       |

Территория, подчинённая городу Севастополю, а также относящаяся к Херсонской области Украины северная часть Арабатской стрелки расположены на Крымском полуострове, но не входят в состав республики.

### Карта

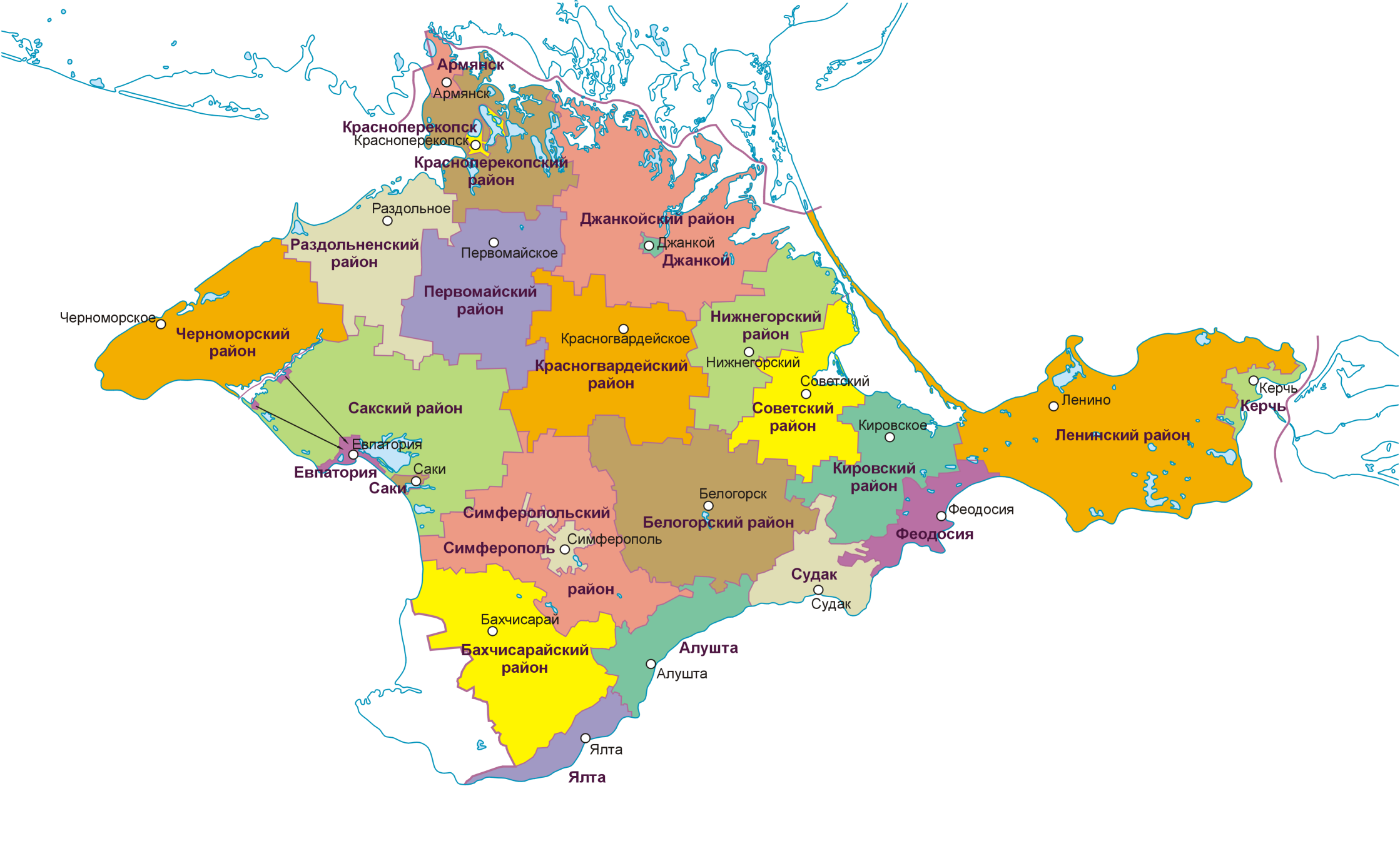
Карта административно-территориального  устройства Республики Крым

## Населённые пункты
В Республике Крым насчитывается 1019 населённых пунктов, в том числе 16 городских нп (16 городов) и 1003 сельских нп (в том числе 56 пгт (учитываемых как сельские) и 947 сёл и посёлков).

## История

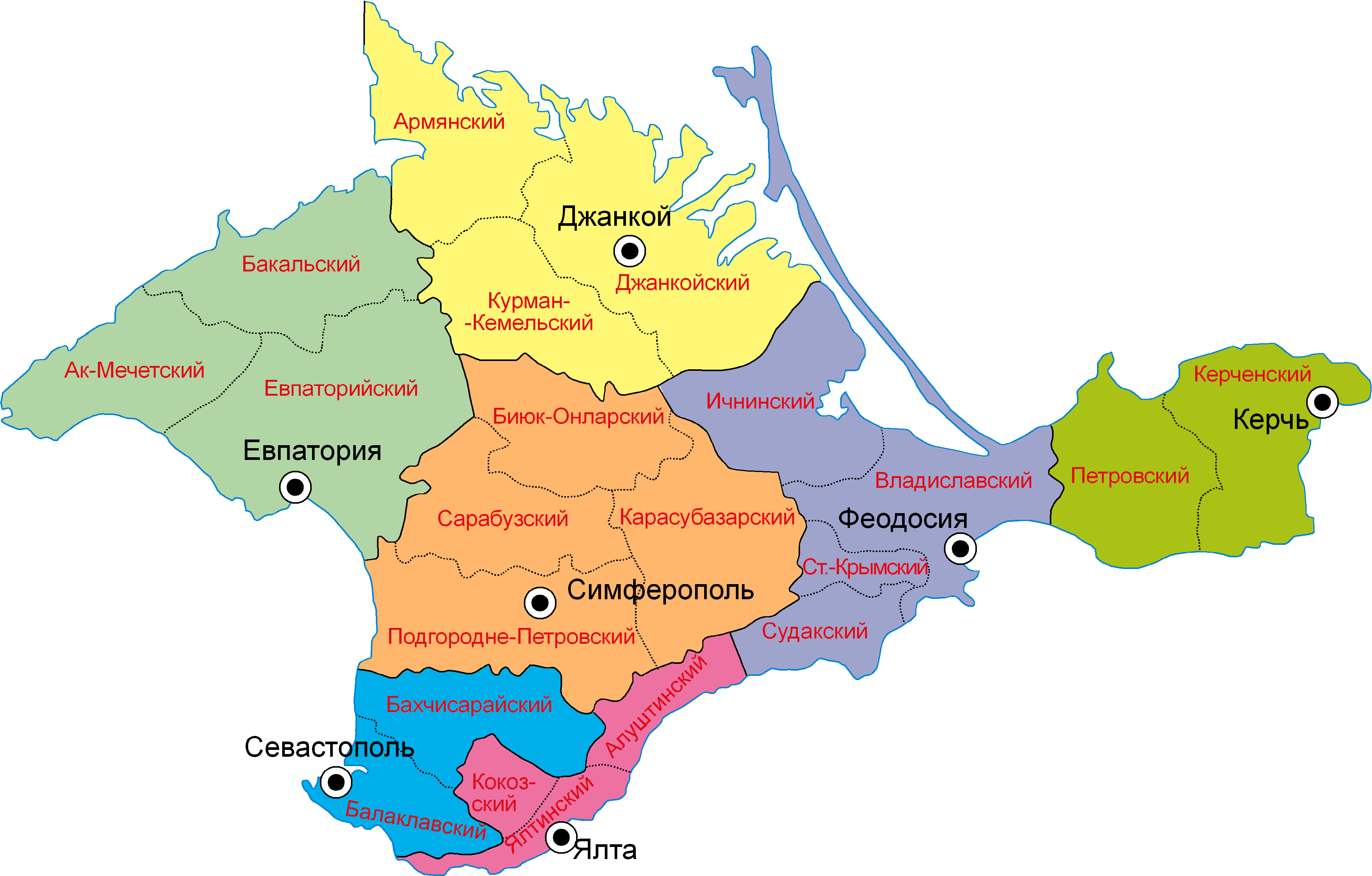
Округа и районы полуостровной части Таврической губернии в мае 1921 года

До революции 1917 года Крымский полуостров являлся частью Таврической губернии, на нём располагались 5 из 8 уездов: Евпаторийский, Перекопский, Симферопольский, Феодосийский и Ялтинский, а также 2 градоначальства — Керчь-Еникалийское и Севастопольское.
В период с конца 1917 года по конец 1920 года Крым переходил «из рук в руки» (мусульмане, «красные», немцы, украинцы, снова «красные», «белые», и вновь «красные»). После окончательного установления советской власти в Крыму были образованы 2 новых уезда — Севастопольский (15 декабря 1920) и Керченский (25 декабря 1920).
8 января 1921 года деление уездов на волости было отменено. Вместо этого была создана система уезд — район. В Джанкойском (бывшем Перекопском) уезде были образованы Армянский и Джанкойский районы; в Керченском — Керченский и Петровский; в Севастопольском — Севастопольский и Бахчисарайский; в Симферопольском — Биюк-Онларский, Карасубазарский, Сарабузский и Симферопольский; в Феодосийском — Ичкинский, Старо-Крымский, Судакский и Феодосийский; в Ялтинском — Алуштинский и Ялтинский.

### Крымская АССР
18 октября 1921 года постановлением ВЦИК и СНК РСФСР Таврическая губерния РСФСР была преобразована в Крымскую АССР, делившуюся на 7 округов (бывшие уезды), которые, в свою очередь, делились на 20 районов.
В ноябре 1923 года округа были упразднены и вместо них было создано 15 районов: Ак-Мечетский, Алуштинский, Армянский, Бахчисарайский, Джанкойский, Евпаторийский, Керченский, Карасубазарский, Сарабузский, Севастопольский, Симферопольский, Старо-Крымский, Судакский, Феодосийский и Ялтинский. Однако уже в 1924 году Ак-Мечетский, Алуштинский, Армянский, Сарабузский и Старо-Крымский районы были упразднены.
30 октября 1930 года вместо 10 районов было создано 16: Ак-Мечетский, Алуштинский, Балаклавский, Бахчисарайский, Биюк-Онларский, Джанкойский, Евпаторийский, Ишуньский, Карасубазарский, Ленинский, Сейтлерский, Симферопольский, Старо-Крымский, Судакский, Феодосийский и Ялтинский. Города Керчь, Севастополь, Симферополь и Феодосия находились в республиканском подчинении.
В 1935 году были образованы 10 новых районов: Ак-Шеихский, Ичкинский, Кировский, Колайский, Куйбышевский, Лариндорфский, Маяк-Салынский, Сакский, Тельманский и Фрайдорфский. Феодосийский район был упразднён. В 1937 году был образован Зуйский район.
Некоторые районы имели национальный статус: Балаклавский, Куйбышевский, Бахчисарайский, Ялтинский, Алуштинский, Судакский — крымскотатарские, Фрайдорфский и Лариндорфский — еврейские, Бююк-Онларский и Тельманский — немецкие, Ишуньский (позднее Красноперекопский) — украинский. К началу Великой Отечественной войны все районы потеряли национальный статус (в 1938 году — немецкие, в 1939 — еврейские, затем все остальные).
На карте крымскотатарские районы выделены бирюзовым, еврейские — синим, немецкие — оранжевым, украинский — жёлтым, смешанные районы — розовым.
|                                        |                                              |
| 1 Акмечитский (Ак-Мечетский) район     | 15 Куйбышевский район (центр Албат)          |
| 2 Акшейхский (Ак-Шеихский) район       | 16 Лариндорфский район (центр Джурчи)        |
| 3 Алуштинский район                    | 17 Ленинский район                           |
| 4 Балаклавский район                   | 18 Маяк-Салынский район                      |
| 5 Бахчисарайский район                 | 19 Сакский район                             |
| 6 Бююк-Онларский район                 | 20 Сейитлерский район                        |
| 7 Джанкойский район                    | 21 Симферопольский район                     |
| 8 Евпаторийский район                  | 22 Старокрымский район                       |
| 9 Зуйский район                        | 23 Судакский район                           |
| 10 Ичкинский район                     | 24 Тельманский район (центр Курман-Кемельчи) |
| 11 Калайский район                     | 25 Фрайдорфский район                        |
| 12 Карасубазарский район               | 26 Ялтинский район                           |
| 13 Кировский район (центр Ислям-Терек) | 27 Севастополь                               |
| 14 Красноперекопский район             |                                              |

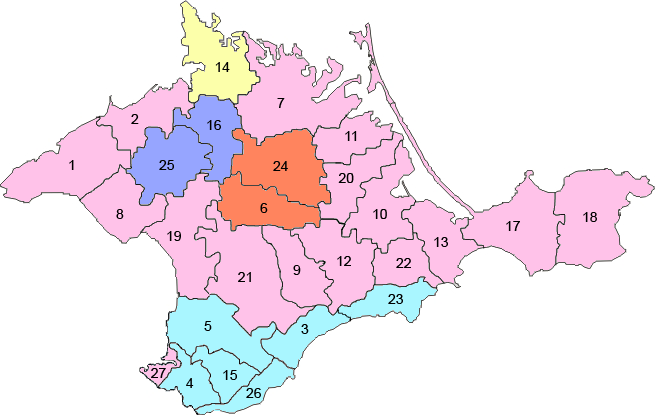
Административное деление Крымской АССР (1938)

14 декабря 1944 года 11 районов Крыма были переименованы: Ак-Мечетский — в Черноморский, Ак-Шеихский — в Раздольненский, Биюк-Онларский — в Октябрьский, Ичкинский — в Советский, Карасубазарский — в Белогорский, Колайский — в Азовский, Лариндорфский — в Первомайский, Маяк-Салынский — в Приморский, Сейтлерский — в Нижнегорский, Тельманский — в Красногвардейский, Фрайдорфский — в Новосёловский.

### Крымская область
30 июня 1945 года Крымская АССР была преобразована в Крымскую область РСФСР. Помимо 26 районов в её состав входило 6 городов областного подчинения: Евпатория, Керчь, Севастополь, Симферополь, Феодосия и Ялта.
В 1948 году Севастополь получил правовой статус «самостоятельного административно-хозяйственного центра» и был «отнесён к категории городов республиканского подчинения». В том же году был упразднён Ялтинский район. В 1953 году был упразднён Новоселовский район, в 1957—1959 годах — Балаклавский, Зуйский и Старо-Крымский районы. Город Джанкой перешёл в областное подчинение.
На основании указа Президиума Верховного Совета СССР от 19 февраля 1954 года Крымская область была передана из состава РСФСР в состав УССР.
3 марта 1955 года территория Джанкойского района стала меньше вследствие передачи Стрелковского и Счастливцевского сельских Советов, расположенных на севере Арабатской стрелки, в состав Херсонской области.
30 декабря 1962 года были упразднены Азовский, Кировский, Куйбышевский, Октябрьский, Первомайский, Приморский, Раздольненский, Сакский, Симферопольский, Советский и Судакский районы. Оставшиеся 10 районов (Алуштинский, Бахчисарайский, Белогорский, Джанкойский, Евпаторийский, Красногвардейский, Красноперекопский, Ленинский, Нижнегорский и Черноморский) были преобразованы в сельские районы. В 1963 году вместо Евпаторийского района был создан Сакский район. В 1964 году был упразднён Алуштинский район, а Алушта была преобразована в город областного подчинения.
4 января 1965 года сельские районы были преобразованы в районы. Также были восстановлены Кировский, Раздольненский и Симферопольский районы. В 1966 году были созданы Первомайский и Советский районы. В 1979 году Саки получили статус города областного подчинения. В том же году был образован Судакский район.

### После распада СССР
В 1993 году Армянский поселковый совет был отделён от Красноперекопского района, его территория стала городом республиканского подчинения Армянск.
В сентябре 2014 года после аннексии Крыма Россией территории с населёнными пунктами, подчинённые городским советам городов республиканского значения, получили статусы муниципальных образований в качестве городских округов.
Все посёлки городского типа, которые имели этот статус на момент аннексии, утратили свой статус городских населённых пунктов и были отнесены к категории сельских; именно в этом качестве они были учтены в материалах переписи 2014 года, что привело к статистическому феномену роста численности сельского населения и сокращения численности городского населения Республики Крым.